# جیمتا
جیمتا (به لاتین: Jimeta) یک منطقهٔ مسکونی در نیجریه است که در ایالت اداماوا واقع شده‌است.